# Insigne du Cadre des Instructeurs de Cadets
En tant que composante des Forces canadiennes, le Cadre des Instructeurs de Cadets a un insigne bien à lui. Comme la branche comprend des officiers des trois éléments (air, terre, mer), l'insigne comprend des éléments appartenant à chacun.
Chaque élément de la branche a son propre insigne, pour leur couvre-chef, afin d'identifier l'officier en tant que membre de la section marine, armée terrestre ou aviation du CIC. Ceci était utile durant l'époque où le personnel des Forces canadiennes portait un uniforme vert commun. De nos jours, chaque élément des Forces canadiennes a son propre uniforme distinct.

## Insignes individuels selon le corps d'armée
Comme mentionné plus haut, les officiers du CIC ont des insignes selon leur corps d'armée. Ces insignes sont tous basés sur une feuille d'érable et l'insigne qui représente leur corps d'armée (air = aigle; terre = épées croisées, mer = ancre).
Voici les insignes des officiers CIC:
Les officiers CIC peuvent aussi acheter, sans frais pour la Couronne, des insignes en tissu s'il ne veulent pas utiliser l'insigne du CIC en métal. Des compagnies comme Joe Drouin Enterprises offrent cette possibilité aux officiers du CIC. 
Il existe deux dimensions d'insignes brodés, la plus grande pour la casquette ou le chapeau de service, et la plus petite pour le béret ou le calot.

## Histoire des insignes du CIC
Avant l'unification des Forces canadiennes, le 1er février 1968, les officiers qui étaient responsables des différentes activités de cadet au Canada, portaient tous des insignes différents. Les officiers des cadets de la Marine et de l'Aviation portaient les insignes de la Marine royale du Canada et de l'Aviation royale du Canada. Les officiers de cadets de l'Armée pourrait l'insigne du Service des Cadets du Canada. 

### Les officiers des Cadets de la Marine royale canadiennes avant l'unification
Pendant la partie précédente du XXe siècle, des Corps de cadets de la Marine ont été commandés, formés, et administrés par les officiers des Cadets de la Marine qui ont porté l'uniforme de la Marine royale canadienne avec les insignes distinguant leurs rangs. Ces officiers n'étaient pas des membres de la force régulière de la MRC, ni de la réserve, mais des civils en uniforme.
Les officiers des cadets de la Marine ont porté l'insigne de MRC ; cependant, tous les officiers des cadets de la Marine ont porté les insignes luxueux qui étaient différents de ceux de la Marine royale canadienne, de la réserve de la MRC, et de la RCNVR (la Réserve volontaire de la MRC). Les insignes luxueux des officiers des cadets de la Marine ont suivi le modèle du MRC, cependant, sans la courbure exécutive, la remplaçant avec une ancre.
Insigne de casquette pour les officiers de la MRC, et des cadets de la Marine: 

### Les officiers des Cadets de l'aviation royale du Canada avant l'unification
L'insigne de la RCAF à l'époque du Roi Georges VI.
L'insigne de la RCAF depuis l'arrivée d'Élisabeth II et avant l'unification. 